# 富谷インターチェンジ (京畿道)
富谷インターチェンジ（プゴクインターチェンジ）は大韓民国京畿道義王市にある嶺東高速道路のインターチェンジである。近くにある新富谷インターチェンジを経由して峰潭果川路に進入することができる。

## 歴史
- 1991年11月29日 - 開設[1]

## 周辺
- 韓国鉄道公社京釜線（●首都圏電鉄1号線）・南部貨物基地線義王駅
- 韓国鉄道公社南部貨物基地線五峯駅

## 隣
嶺東高速道路
(9) 東軍浦IC - (10) 富谷IC - (11) 北水原IC